# Волк, Виктория (тяжелоатлетка)
Виктория Кристина Волк (пол. Wiktoria Krystyna Wołk; 10 марта 2001) — польская спортсменка, тяжёлоатлетка, бронзовый призёр чемпионата Европы 2024 года.

## Биография
Виктория Волк выступает на международных соревнованиях по тяжелой атлетике с 2017 года. На юношеском чемпионате Европы 2018 года завоевала серебряную медаль с результатом 179 кг по сумме двух упражнений. 
В 2021 году дебютировала на чемпионатах Европы. В Москве в категории до 64 кг с результатом 199 кг по сумме двух упражнений стала десятой. В этом же году выиграла бронзу на молодёжном чемпионате Европы. 
На чемпионате Европы 2023 года в Ереване Волк финишировала одиннадцатой в категории до 64 кг с результатом 201 кг по сумме двух упражнений. На чемпионате мира 2023 года в Саудовской Аравии также была 11-й. 
В феврале 2024 года на чемпионате Европы в Софии Виктория завоевала бронзовую медаль по сумме двух упражнений с результатом 215 кг. В упражнении толчок она одержала победу (121 кг).

## Достижения
Чемпионат Европы
| Результат | Вес       | Год  | Место соревнований | Рывок | Толчок | Общий вес |
| Бронза    | до 64 кг. | 2024 | София, Болгария    | 94,0  | 121,0  | 215,0     |